# Spojené státy americké na Letních olympijských hrách 1912
Spojené státy americké na Letních olympijských hrách v roce 1912 ve švédském Stockholmu reprezentovalo 174 mužů v 11 sportech.

## Medailisté
| Medaile | Jméno                                                                                       | Sport             | Soutěž                                                 |
| ------- | ------------------------------------------------------------------------------------------- | ----------------- | ------------------------------------------------------ |
| Zlato   | Ralph Craig                                                                                 | Atletika          | Muži 100 m                                             |
| Zlato   | Ralph Craig                                                                                 | Atletika          | Muži 200 m                                             |
| Zlato   | Charles Reidpath                                                                            | Atletika          | Muži 400 m                                             |
| Zlato   | Ted Meredith                                                                                | Atletika          | Muži 800 m                                             |
| Zlato   | Fred Kelly                                                                                  | Atletika          | Muži 110 m překážek                                    |
| Zlato   | Edward Lindberg Ted Meredith Charles Reidpath Melvin Sheppard                               | Atletika          | Muži štafeta 4 × 400 m                                 |
| Zlato   | Tell Berna George Bonhag Abel Kiviat Louis Scott Norman Taber                               | Atletika          | Družstvo mužů 3000 m                                   |
| Zlato   | Albert Gutterson                                                                            | Atletika          | Muži skok daleký                                       |
| Zlato   | Alma Richards                                                                               | Atletika          | Muži skok vysoký                                       |
| Zlato   | Harry Babcock                                                                               | Atletika          | Muži skok o tyči                                       |
| Zlato   | Platt Adams                                                                                 | Atletika          | Muži skok vysoký z místa                               |
| Zlato   | Patrick McDonald                                                                            | Atletika          | Muži vrh koulí                                         |
| Zlato   | Ralph Rose                                                                                  | Atletika          | Muži vrh koulí obouruč                                 |
| Zlato   | Matt McGrath                                                                                | Atletika          | Muži hod kladivem                                      |
| Zlato   | Jim Thorpe                                                                                  | Atletika          | Muži pětiboj                                           |
| Zlato   | Jim Thorpe                                                                                  | Atletika          | Muži desetiboj                                         |
| Zlato   | Alfred Lane                                                                                 | Sportovní střelba | Muži 25 m rychlopalná pistole                          |
| Zlato   | Alfred Lane                                                                                 | Sportovní střelba | Muži 50 m libovolná pistole                            |
| Zlato   | John Dietz Peter Dolfen Alfred Lane Henry Sears                                             | Sportovní střelba | Družstvo mužů 50 m pistole                             |
| Zlato   | Frederick Hird                                                                              | Sportovní střelba | Muži 50 m libovolná malorážka 60 ran vleže             |
| Zlato   | Harry Adams Allan Briggs Cornelius Burdette John Jackson Carl Osburn Warren Sprout          | Sportovní střelba | Družstvo mužů 300 m vojenská puška                     |
| Zlato   | James Graham                                                                                | Sportovní střelba | Muži trap                                              |
| Zlato   | Charles W. Billings Edward Gleason James Graham Frank Hall John H. Hendrickson Ralph Spotts | Sportovní střelba | Družstvo mužů trap                                     |
| Zlato   | Duke Kahanamoku                                                                             | Plavání           | Muži 100 m volný způsob                                |
| Zlato   | Harry Hebner                                                                                | Plavání           | Muži 100 m znak                                        |
| Stříbro | Alvah Meyer                                                                                 | Atletika          | Muži 100 m                                             |
| Stříbro | Donald Lippincott                                                                           | Atletika          | Muži 200 m                                             |
| Stříbro | Melvin Sheppard                                                                             | Atletika          | Muži 800 m                                             |
| Stříbro | Abel Kiviat                                                                                 | Atletika          | Muži 1500 m                                            |
| Stříbro | Lewis Tewanima                                                                              | Atletika          | Muži 10 000 m                                          |
| Stříbro | James Wendell                                                                               | Atletika          | Muži 110 m překážek                                    |
| Stříbro | Frank Nelson                                                                                | Atletika          | Muži skok o tyči                                       |
| Stříbro | Marc Wright                                                                                 | Atletika          | Muži skok o tyči                                       |
| Stříbro | Platt Adams                                                                                 | Atletika          | Muži skok daleký z místa                               |
| Stříbro | Benjamin Adams                                                                              | Atletika          | Muži skok vysoký z místa                               |
| Stříbro | Ralph Rose                                                                                  | Atletika          | Muži vrh koulí                                         |
| Stříbro | Richard Byrd                                                                                | Atletika          | Muži hod diskem                                        |
| Stříbro | Patrick McDonald                                                                            | Atletika          | Muži vrh koulí obouruč                                 |
| Stříbro | James Donahue                                                                               | Atletika          | Muži pětiboj                                           |
| Stříbro | Peter Dolfen                                                                                | Sportovní střelba | Muži 50 m libovolná pistole                            |
| Stříbro | Carl Osburn                                                                                 | Sportovní střelba | Muži 600 m rifle, prone                                |
| Stříbro | Carl Osburn                                                                                 | Sportovní střelba | Muži 300 m vojenská puška, polohový závod (tři pozice) |
| Stříbro | William Leushner William Libbey William McDonnell Walter W. Winans                          | Sportovní střelba | Družstvo mužů 100 m běžící jelen; jeden výstřely       |
| Stříbro | Harry Hebner Ken Huszagh Duke Kahanamoku Perry McGillivray                                  | Plavání           | Muži štafeta 4 × 200 m volný způsob                    |
| Bronz   | Donald Lippincott                                                                           | Atletika          | Muži 100 m                                             |
| Bronz   | Edward Lindberg                                                                             | Atletika          | Muži 400 m                                             |
| Bronz   | Ira Davenport                                                                               | Atletika          | Muži 800 m                                             |
| Bronz   | Norman Taber                                                                                | Atletika          | Muži 1500 m                                            |
| Bronz   | Martin Hawkins                                                                              | Atletika          | Muži 110 m překážek                                    |
| Bronz   | Gaston Strobino                                                                             | Atletika          | Muži marathon                                          |
| Bronz   | George Horine                                                                               | Atletika          | Muži skok vysoký                                       |
| Bronz   | Frank Murphy                                                                                | Atletika          | Muži skok o tyči                                       |
| Bronz   | Benjamin Adams                                                                              | Atletika          | Muži skok daleký z místa                               |
| Bronz   | Lawrence Whitney                                                                            | Atletika          | Muži vrh koulí                                         |
| Bronz   | James Duncan                                                                                | Atletika          | Muži hod diskem                                        |
| Bronz   | Clarence Childs                                                                             | Atletika          | Muži hod kladivem                                      |
| Bronz   | Carl Schutte                                                                                | Cyklistika        | Muži silniční závod jednotlivců                        |
| Bronz   | Albert Kruschel Alvin Loftes Walter Martin Carl Schutte                                     | Cyklistika        | Družstvo mužů - hromadný start                         |
| Bronz   | Ephraim Graham Guy Henry Ben Lear John Montgomery                                           | Jezdectví         | Jezdecká všestrannost - družstva                       |
| Bronz   | John Jackson                                                                                | Sportovní střelba | Muži 600 m rifle, prone                                |
| Bronz   | William Leushner William Libbey William McDonnell Walter W. Winans                          | Sportovní střelba | Družstvo mužů 25 m small-bore rifle                    |
| Bronz   | William Leushner William Libbey William McDonnell Walter W. Winans                          | Sportovní střelba | Družstvo mužů 50 m small-bore rifle                    |
| Bronz   | Ken Huszagh                                                                                 | Plavání           | Muži 100 m volný způsob                                |